# Mehdi Berrahma
Mehdi Barrahma, né le 7 décembre 1992 à Salé, est un footballeur marocain évoluant au poste de défenseur au Qatar SC.